# Jérôme Neuville
Jérôme Neuville (Saint-Martin-d'Hères, 15 de agosto de 1975) es un deportista francés que compitió en ciclismo en las modalidades de pista, especialista en las pruebas de persecución y madison, y ruta.
Ganó siete medallas en el Campeonato Mundial de Ciclismo en Pista entre los años 1997 y 2006, y tres medallas en el Campeonato Europeo de Ómnium entre los años 1995 y 1997.
Participó en tres Juegos Olímpicos de Verano, ocupando el cuarto lugar en Sídney 2000 (persecución por equipos), el séptimo lugar en Atenas 2004 (persecución por equipos) y el séptimo en Pekín 2008 (madison).

## Medallero internacional
| Campeonato Mundial | Campeonato Mundial       | Campeonato Mundial | Campeonato Mundial      |
| Año                | Lugar                    | Medalla            | Competición             |
| ------------------ | ------------------------ | ------------------ | ----------------------- |
| 1997               | Perth (Australia)        | Medalla de bronce  | Persecución por equipos |
| 1999               | Berlín (Alemania)        | Medalla de plata   | Persecución por equipos |
| 2000               | Mánchester (Reino Unido) | Medalla de bronce  | Persecución por equipos |
| 2001               | Amberes (Bélgica)        | Medalla de oro     | Madison                 |
| 2002               | Ballerup (Dinamarca)     | Medalla de oro     | Madison                 |
| 2003               | Stuttgart (Alemania)     | Medalla de bronce  | Persecución por equipos |
| 2006               | Burdeos (Francia)        | Medalla de oro     | Scratch                 |
| Campeonato Europeo |                          |                    |                         |
| Año                | Lugar                    | Medalla            | Competición             |
| 1995               | Valencia (España)        | Medalla de bronce  | Ómnium                  |
| 1996               | Moscú · ( Rusia)         | Medalla de oro     | Ómnium                  |
| 1997               | Berlín (Alemania)        | Medalla de oro     | Ómnium                  |

1. 1 2 3  Campeonato Europeo realizado sólo para la disciplina de ómnium.

## Palmarés en ruta
1998
- Dúo Normando (con Magnus Bäckstedt)

## Palmarés en pista
- 1996
  - Campeón de Europa en Ómnium Endurance
- 1997
  - Campeón de Europa en Ómnium Endurance 
  - Campeón de Francia en Madison (con Andy Flickinger)
- 1999
  - Campeón de Francia en Madison (con Andy Flickinger)
- 2001
  - Campeón del mundo de madison (con Robert Sassone) 
  - Campeón de Francia en Persecución
- 2002
  - Campeón del mundo de madison (con Franck Perque)
- 2003
  - Campeón de Francia en Persecución 
  - Campeón de Francia en Madison (con Nicolas Reynaud)
- 2005
  - Campeón de Francia en Madison (con Laurent De Olivier)
- 2006
  - Campeón del mundo de Scratch

### Resultados a laCopa del Mundo
- 1998
  - 1.º en Cali, en Persecución por equipos
- 2004-2005
  - 1.º en Mánchester, en Scratch
  - 1.º en Mánchester, en Madison
- 2007-2008
  - 1.º en Pequín, en Madison